# Tamara Nowikowa
Tamara Grigorjewna Nowikowa (ros. Тамара Григорьевна Новикова, ur. 6 czerwca 1932 w Nogińsku) – radziecka kolarka szosowa i torowa, srebrna medalistka szosowych mistrzostw świata.

## Kariera
Największy sukces w karierze Tamara Nowikowa osiągnęła w 1958 roku, kiedy na szosowych mistrzostwach świata w Reims zdobyła srebrny medal w wyścigu ze startu wspólnego. W zawodach tych wyprzedziła ją jedynie Elsy Jacobs z Luksemburga, a trzecie miejsce zajęła inna reprezentantka ZSRR - Marija Łukszyna. Rok wcześniej ustanowiła kolarski rekord świata w jeździe godzinnej wynikiem 38,473 km. Kilkakrotnie zdobywała także medale mistrzostw ZSRR, zarówno w kolarstwie szosowym, jak i szosowym. Nigdy nie wystartowała na igrzyskach olimpijskich (kobiety zaczęły rywalizację olimpijską w kolarstwie w 1984 roku).